# Michel Temer
Pour les articles homonymes, voir Temer.
Michel Miguel Elias Temer Lulia [miˈʃɛw miˈɡɛw eˈliɐs ˈtemeɾ luˈliɐ], né le 23 septembre 1940 à Tietê (État de São Paulo), est un homme d'État brésilien, vice-président de la République de 2011 à 2016 et président de la République de 2016 à 2019.
Fils d'immigrants libanais arrivés au Brésil dans les années 1920, il grandit dans l'État de São Paulo. Après des études de droit, il devient avocat, procureur de l'État de São Paulo, professeur de droit et écrivain.
Membre de la formation centriste Parti du mouvement démocratique brésilien (PMDB) à partir de 1981, il siège à la Chambre des députés pour São Paulo entre 1987 et 2011. Avec le soutien des gouvernements Henrique Cardoso puis Lula da Silva, il préside à deux reprises la chambre basse du Congrès (1997-2001, 2009-2010). Il est élu président national du PMDB en 2001.
Candidat à la vice-présidence de la République lors de l'élection présidentielle de 2010 aux côtés de Dilma Rousseff, il devient le deuxième personnage de l'État après l’élection de cette dernière à la présidence. Le ticket est réélu à l'issue du scrutin présidentiel de 2014. Michel Temer, figure incontournable du « centrão », gagne dès lors en influence et les tensions entre les deux têtes de l'exécutif, qui se vouent une animosité réciproque, fragilisent la coalition gouvernementale.
Le 12 mai 2016, Michel Temer commence à assurer la fonction de président de la République par intérim dans le cadre de la procédure de destitution de Dilma Rousseff qu'il soutient. Il forme un nouveau gouvernement et devient le 31 août suivant, après la destitution de Rousseff, président de la République de plein exercice. Il est ainsi le troisième vice-président depuis la fin de la dictature militaire à accéder à cette fonction sans y avoir été directement élu.
Sa présidence est contrariée par la pression d'une opposition qui lui reproche son manque de légitimité, par des accusations de corruption et par la poursuite de la crise de 2014 alors qu'il conduit une politique économique libérale. Devenu le président le plus impopulaire de l'histoire du Brésil, il ne se présente pas à l’élection présidentielle de 2018, qui est remportée par le candidat d'extrême droite Jair Bolsonaro.
Après son départ du pouvoir, il est mis en cause pour des faits de corruption dans le cadre de l'opération Lava Jato.

## Situation personnelle

### Naissance et origines
Né à Tietê, dans l'État de São Paulo, Michel Miguel Elias Temer Lulia est issu d'une fratrie de cinq enfants. Ses parents, producteurs de café et de riz de profession, sont des Libanais maronites vivant dans le village de Tabourah, dans le district du Koura, au Liban. Michel Temer est ainsi le premier chef de l'État brésilien d'origine libanaise. Il ne parle pas couramment l'arabe, mais il est capable de comprendre le sujet d'une conversation dans cette langue,,.

### Formation et carrière
Étudiant à la faculté de droit de l'université de São Paulo (comme quatre de ses sept frères), il obtient son diplôme universitaire en 1964. Impliqué dans la vie étudiante, il ne soutient pas le coup d'État instaurant la dictature militaire dans le pays. Il poursuit des études jusqu'en 1974, lorsqu'il quitte l'université pontificale catholique de São Paulo avec un doctorat en droit public,.
Il commence une carrière juridique en travaillant dans un cabinet privé à partir de 1963, avant d'intégrer la fonction publique en devenant procureur de l'État de São Paulo, en 1970. Parallèlement, il rejoint le cabinet du secrétaire d'État à l'Éducation de São Paulo, José Carlos de Ataliba Nogueira (pt). Il est également professeur de droit à l'université pontificale catholique de São Paulo et à la faculté de droit de l'Itu,.

### Vie privée et familiale

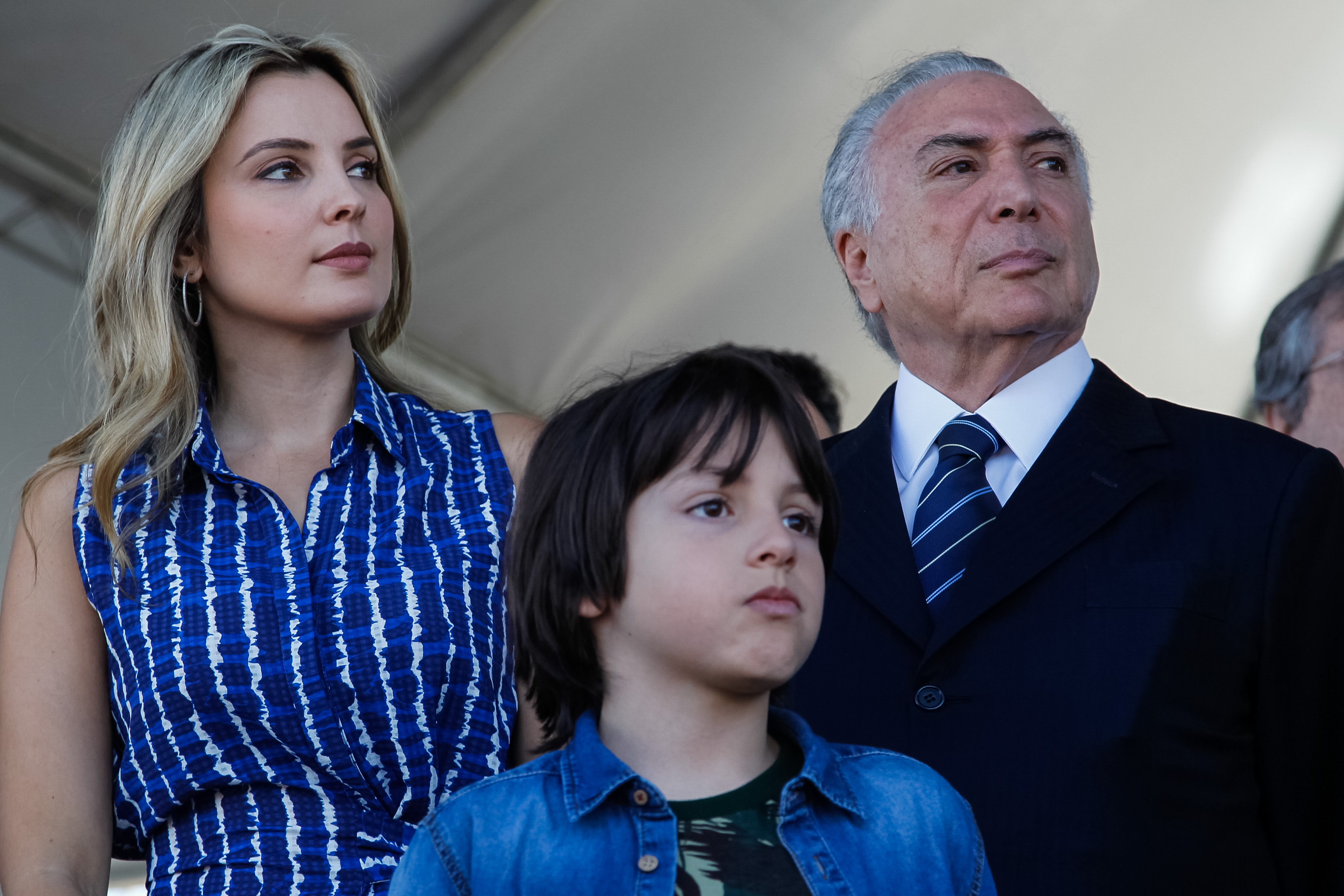
Michel Temer, sa femme Marcela et leur fils (2017).

D'une première union avec Maria Célia Toledo, Michel Temer est le père de trois filles, nées entre 1969 et 1974. Ensuite divorcé, il entretient une liaison avec la journaliste Érica Ferraz, avec qui il a un fils, né en 1999.
En 2003, quelques mois après avoir l'avoir rencontrée par l'intermédiaire d'un ami, Temer épouse Marcela Tedeschi Araújo, de quarante-deux ans sa cadette. Leur fils, Michelzinho, naît la même année. Anciennement mannequin, Marcela Temer a suscité la curiosité des médias et des réseaux sociaux lors de la première investiture de Dilma Rousseff en 2011 : sa tenue vestimentaire et son élégance avaient fait l'objet de nombreux commentaires.

## Parcours politique

### 1987-2010: député fédéral
En 1983, Michel Temer est nommé procureur général de l'État de São Paulo avant d'en devenir, l'année suivante, le secrétaire de la Sécurité publique.
Quatre ans plus tard, le 16 mars 1987, il remplace Tidei de Lima comme député fédéral, sous la bannière du Parti du mouvement démocratique brésilien (PMDB). À ce titre, il fait partie de l'Assemblée constituante, qui doit alors rédiger une nouvelle constitution pour le Brésil. Michel Temer se place du côté des progressistes : opposé à la peine de mort, il contribue à l'inscription, dans la nouvelle loi fondamentale, de la limitation des droits de propriété privée, la stabilité de l'emploi, la semaine du travail à 30 heures et la nationalisation du système financier ; parallèlement, il soutient la rupture des relations diplomatiques avec les pays légalisant les discriminations raciales, la légalisation de l'avortement et l'instauration d'un régime présidentiel.

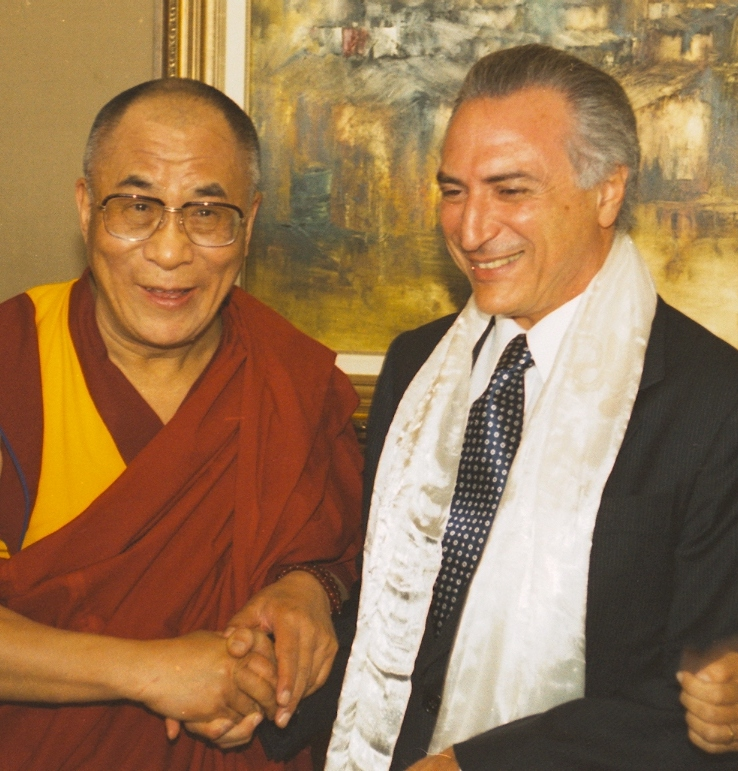
Michel Temer et le dalaï-lama, Tenzin Gyatso, en 1999.

Par deux fois, Michel Temer préside la Chambre des députés, entre 1997 et 2001, puis entre 2009 et son élection à la vice-présidence de la République, l'année suivante. Dès son premier mandat à la tête de la chambre basse, il favorise une communication plus dense pour rendre compte des travaux des députés.
La carrière politique de Michel Temer prend un tournant le 6 septembre 2001 lorsqu'il est désigné président du PMDB ; il devient alors un personnage clé de l'échiquier politique, puisque son parti politique – longtemps incarnation du « centrão » – est régulièrement sollicité par les gouvernements de tout bord afin de faciliter l'adoption, par les deux chambres du Congrès, des projets de loi. Après l'élection de Luiz Inácio Lula da Silva à la tête du Brésil, il est souvent consulté par ce dernier, qui en fait le principal partenaire de sa majorité parlementaire bien que, pour la vice-présidence, il lui ait préféré José Alencar.
Alors président de la chambre basse, Temer est invité, le 12 juin 2010, à solliciter la vice-présidence de la République fédérative au côté de Dilma Rousseff, la candidate du Parti des travailleurs (PT) soutenue par le président Lula da Silva pour l'élection présidentielle du mois d'octobre suivant. Le 31 octobre 2010, à l'issue du second tour de scrutin, Rousseff et Temer sont élus à la tête de l'État brésilien pour un mandat de quatre ans.

### 2011-2016: vice-président de la République

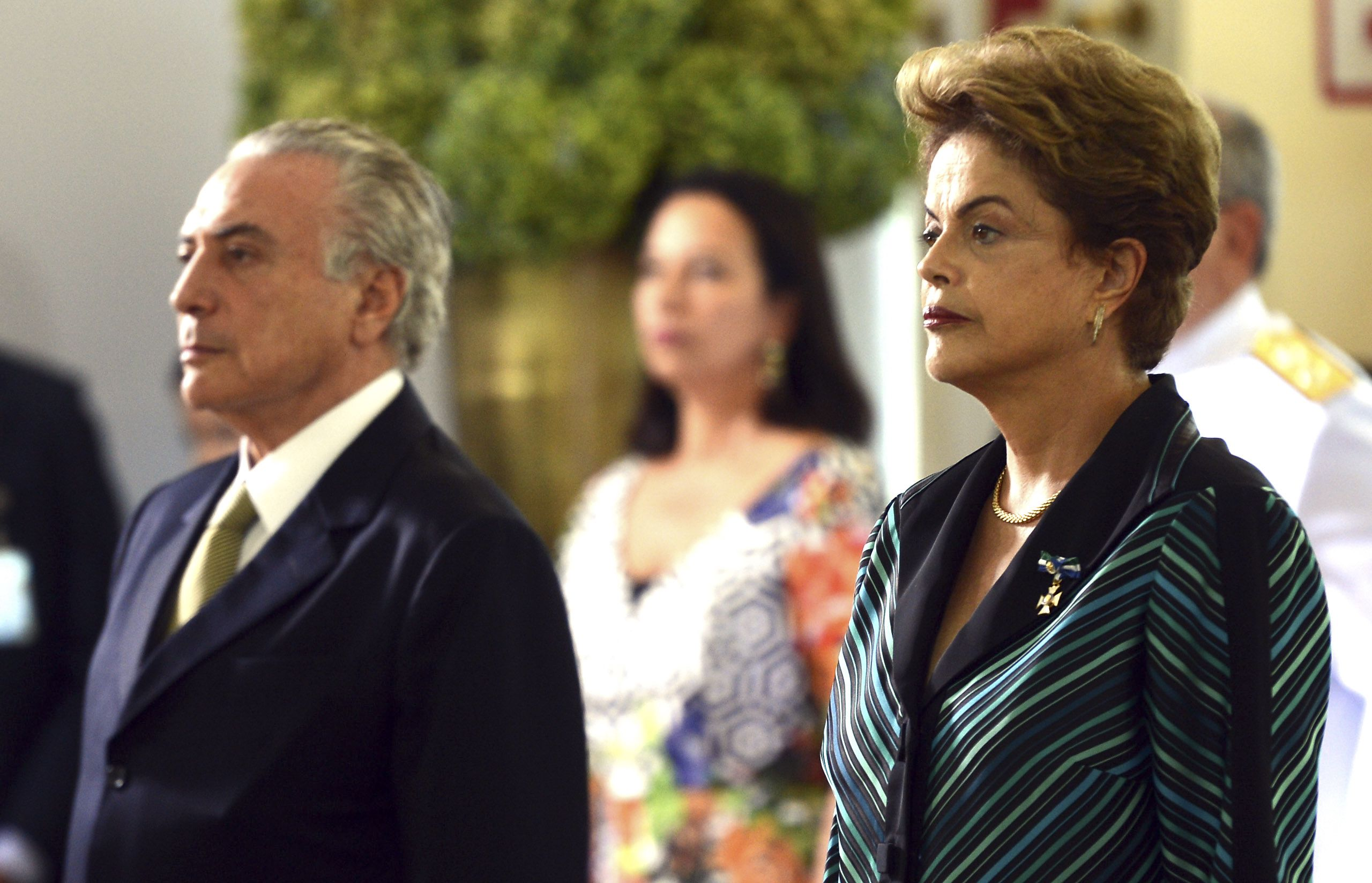
Michel Temer et Dilma Rousseff (2015).

Dilma Rousseff et Michel Temer sont investis dans leurs fonctions le 1er janvier 2011. Au cours de ce premier mandat, Michel Temer est souvent appelé par la présidente pour dénouer les crises liées à la majorité parlementaire et pour faciliter les compromis indispensables à l'adoption des projets de loi déposés par le gouvernement fédéral. Ce rôle vaut au vice-président d'être surnommé « aspirador de pó » (« l'aspirateur », en portugais) par les alliés de la chef de l'État.
Reconduit à la vice-présidence après la réélection de Dilma Rousseff en 2014, Michel Temer prend progressivement ses distances vis-à-vis de la chef de l'État. Ainsi, le 6 août 2015, il explique publiquement qu'il est nécessaire que « quelqu'un ait la capacité d'unir le pays », sous-entendant par là que ce n'était pas le cas de la présidente Rousseff. Cette prise de position est considérée par la presse comme étant une marque de rupture entre les deux têtes de l'exécutif. À la fin de l'année 2015, quelques mois seulement après le début de son second mandat, le vice-président rédige et fait publier par la presse, à l'intention de Dilma Rousseff, une lettre dans laquelle il se plaint ouvertement du rôle de « vice-président décoratif » que lui aurait dévolu la chef de l'État.

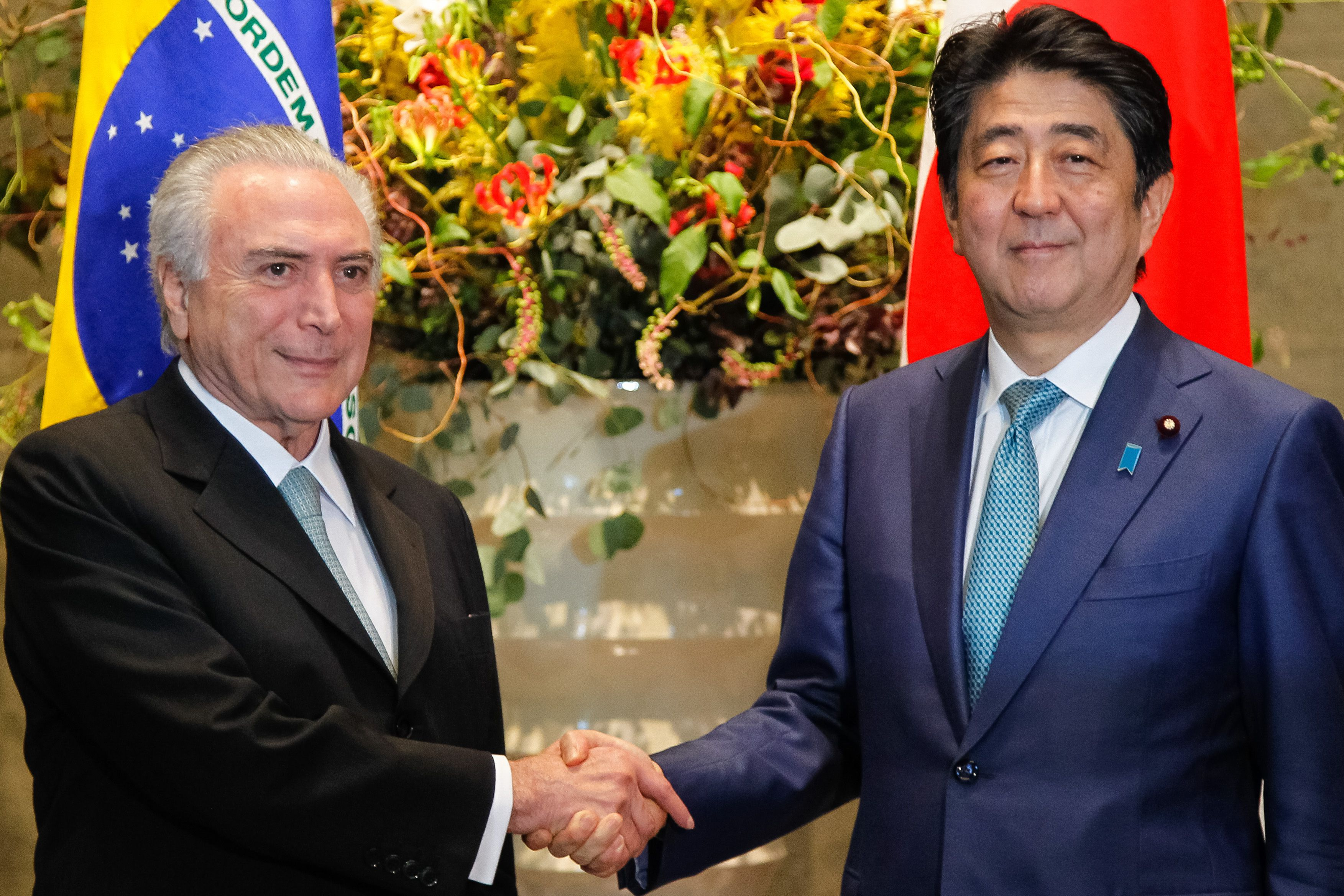
Michel Temer avec Shinzō Abe (Tokyo, 2016).

Fin 2015, le tribunal électoral de São Paulo condamne Michel Temer à une amende de 80 000 reais pour avoir réalisé en 2014 des dons à des campagnes électorales de son parti, le PMDB, au-delà du plafond fixé par la loi. Il risque ainsi d'être déclaré inéligible pour une période de huit ans. Cette possibilité ne l'empêcherait pas de succéder à Dilma Rousseff, mais de se présenter à une élection. Le tribunal électoral indique ainsi qu'il se prononcerait sur cette question uniquement en cas de candidature de Temer à un scrutin.
Alors que la présidente Rousseff est de plus en plus fragilisée par des affaires de corruption liée au scandale Petrobras, qui implique également son mentor Lula, le PMDB retire, le 29 mars 2016, son soutien au gouvernement de la chef de l'État, celle-ci devant alors gérer la crise politique la plus grave depuis son élection à la présidence. De son côté, alors qu'une procédure de destitution est ouverte pour maquillage des comptes publics à l'encontre de Rousseff par le président de la Chambre des députés, Eduardo Cunha, réputé proche du vice-président, Michel Temer se dit « prêt » à lui succéder, dans la mesure où la Constitution prévoit que c'est le vice-président qui doit devenir le chef de l'État jusqu'à la fin du mandat prévue du président de la République en fonction,. Les proches de Rousseff, surtout au sein du PT, dénoncent le rôle joué par le vice-président dans le retrait de son parti de la coalition, certains supposant que, par opportunisme, celui-ci veuille prendre le pouvoir au moyen de la destitution de Dilma Rousseff, alors que Temer lui-même est impliqué dans plusieurs affaires de corruption.

### 2016-2018: président de la République

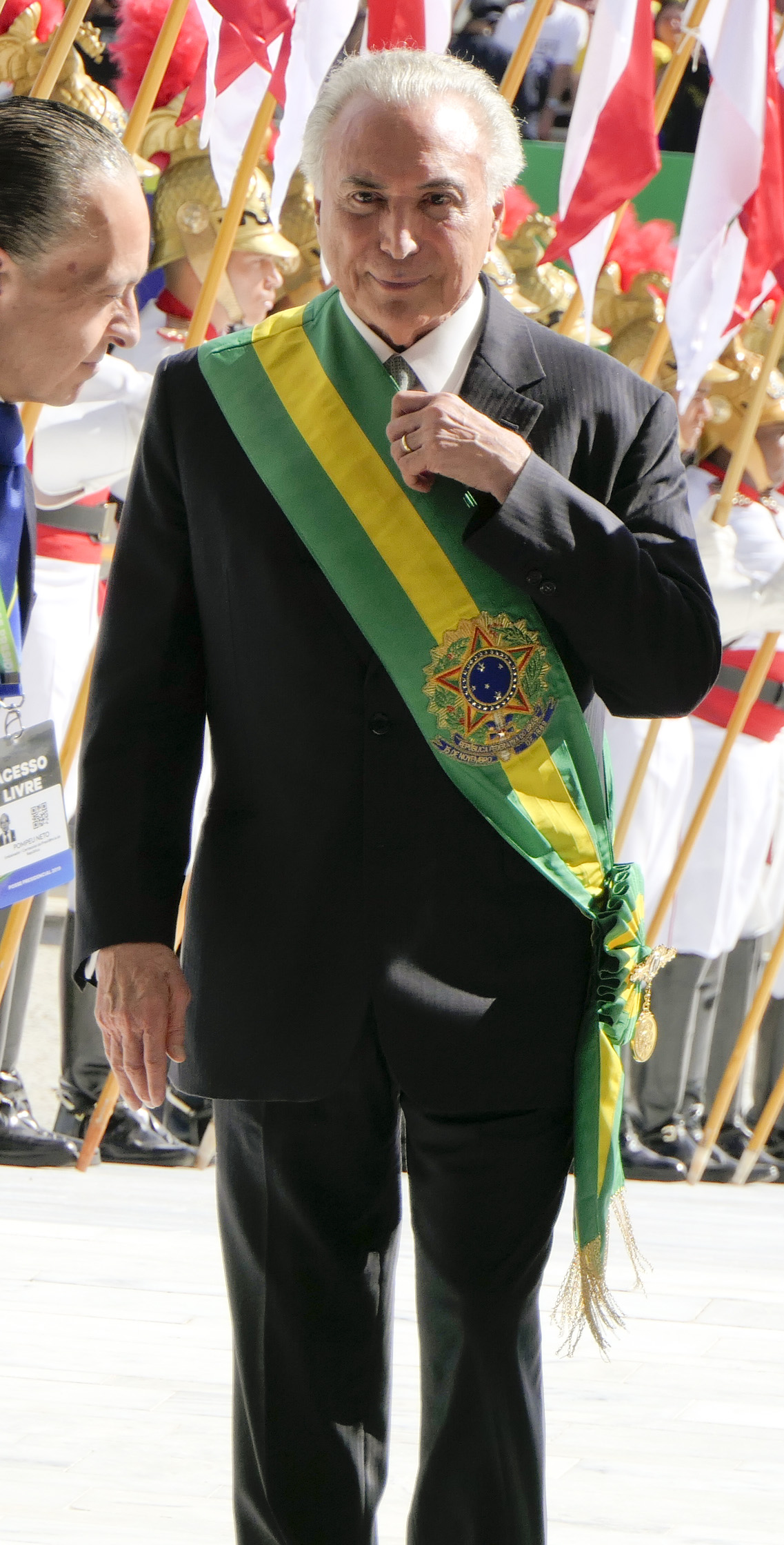
Michel Temer avec les insignes du président de la République brésilienne (2016).

#### Succession de Dilma Rousseff
Le 12 mai 2016, la présidente Dilma Rousseff, accusée — de façon controversée — d'avoir maquillé des comptes publics, est écartée du pouvoir par une procédure de destitution. Michel Temer, accusé par la présidente suspendue d'agir pour l'écarter du pouvoir, assure dès lors les fonctions de chef de l'État pour un délai maximum de 180 jours. Il forme un nouveau gouvernement, soutenu par une coalition de partis de centre et de droite, contrairement au gouvernement de Dilma qui était plutôt de centre gauche.
Dilma Rousseff est destituée par le Sénat le 31 août 2016. Michel Temer lui succède ainsi formellement à la tête du pays. Il prête serment le jour-même,. En septembre 2019, il affirmera que sa prise de pouvoir constituait un « putsch »,,. Après José Sarney et Itamar Franco, il est le troisième vice-président après la fin de la dictature militaire à prendre la tête du pays sans y avoir été élu. À moins d'un mois de ses 76 ans, il est par ailleurs le président le plus âgé lors de sa prise de fonction.

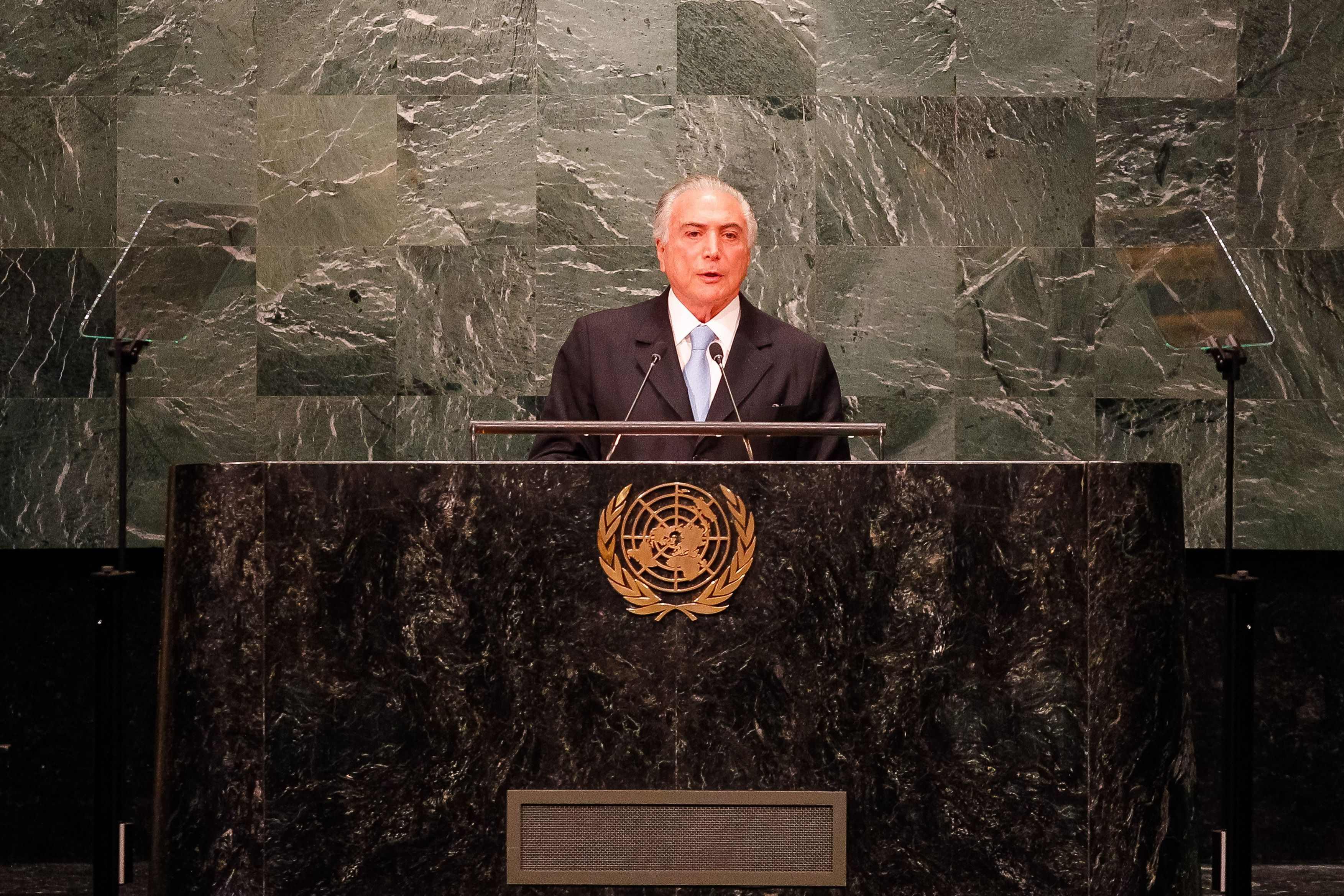
Michel Temer à l'Assemblée générale des Nations unies en 2016.

#### Politique économique et sociale
Dès le 12 mai 2016, face à la situation financière dégradée du Brésil, son gouvernement annonce une réduction des dépenses publiques tout en soulignant sa volonté de maintenir les programmes sociaux en faveur des plus pauvres. Il fait néanmoins voter par le Congrès une revalorisation des salaires des membres du pouvoir exécutif, de la justice et de la police, des catégories pourtant « déjà très privilégiées » selon l'économiste André Nassif. La mesure, refusée par Rousseff auparavant, risque, selon certains analystes, de susciter l'incompréhension et de contribuer à l’impopularité du gouvernement Temer, notamment en raison des coupes budgétaires décidées précédemment dans les domaines de l'éducation et de la santé.
En septembre 2016, son gouvernement prévoit d'augmenter les heures de travail et de repousser l'âge de départ à la retraite. Dans son programme, figurent d'autres mesures d'austérité, notamment des coupes budgétaires avec le gel pendant vingt ans de l'augmentation des dépenses via une modification de la constitution, et une modification du programme social Bolsa Família. Le 13 septembre 2016, il propose de privatiser quatre aéroports du pays ainsi que des installations électriques, pétrolières et agricoles.
Le gouvernement annonce la suppression des « pharmacies populaires » pour l'été 2017. Créées en 2004 sous la présidence de Lula Da Silva, elles permettaient aux plus défavorisés de se procurer des médicaments à bas prix. En politique environnementale, sous la pression du lobby agroalimentaire, le gouvernement fait annuler certaines lois sur la lutte contre la déforestation et sur la protection des territoires des indigènes. Une nouvelle vague de privatisations d'entreprises publiques est décidée pour 2018 et 2019.
D'après les données de l'Institut brésilien de géographie et de statistiques, l’extrême pauvreté s'est accrue de 11 % au cours de l'année 2017 tandis que les inégalités reprennent également leur progression (l'indice de Gini passant de 0,555 à 0,567). La réduction du nombre de bénéficiaires de la Bolsa Família décidée par le gouvernement en est la cause principale selon l'étude.
Alors que la récession s’établit à plus de 2 % en 2016, le pays renoue avec la croissance à partir de 2017.

#### Justice

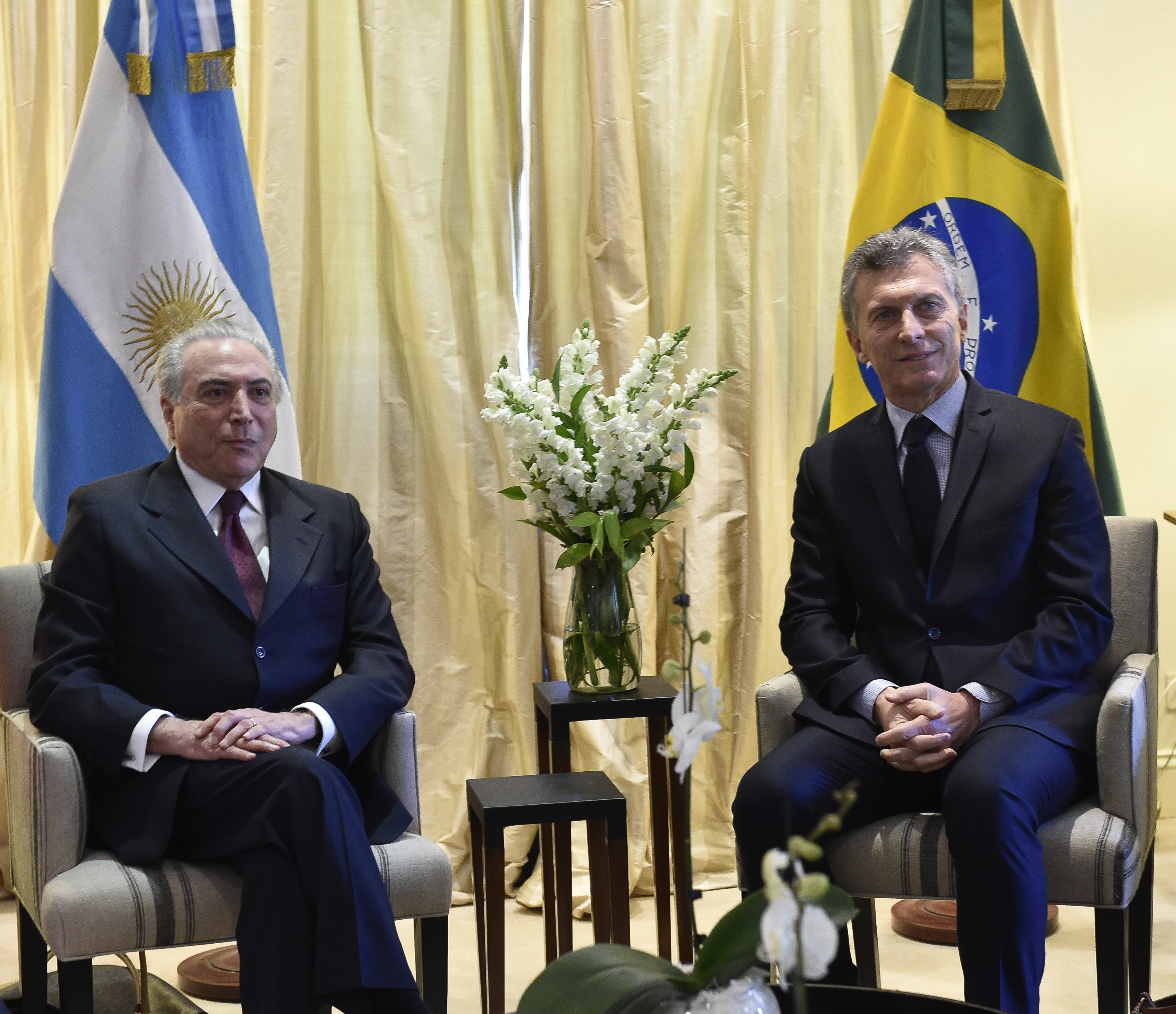
Michel Temer avec Mauricio Macri (Buenos Aires, 3 octobre 2016).

Le 7 février 2017, après la mort dans un accident d'avion du juge à la Cour suprême chargé du scandale Petrobras, il nomme son ministre de la Justice Alexandre de Moraes pour lui succéder plutôt que de laisser le président de la Cour suprême désigner lui-même un nouveau magistrat. Cette nomination est alors controversée, en raison de la proximité du nouveau juge avec de nombreux politiciens impliqués dans le scandale Petrobras dont il a désormais la charge.

#### Environnement
En août 2017, Michel Temer décide d'abroger le statut de réserve naturelle d'une partie de la forêt amazonienne mesurant 4 millions d'hectares pour y permettre l'exploitation minière par des entreprises privées et la reconversion de la forêt en cultures pour les entreprises de l’agro-business. Cette autorisation a finalement été suspendue sept jours plus tard par le tribunal fédéral de Brasilia. Le gouvernement s'expose à des accusations de conflit d’intérêt, le ministre de l'Agriculture Blairo Maggi et sa famille étant propriétaires de la plus grosse société de production de soja au monde. Le 12 septembre 2016, Michel Temer signe l'accord de Paris sur le climat, issu de la COP21.

#### Impopularité

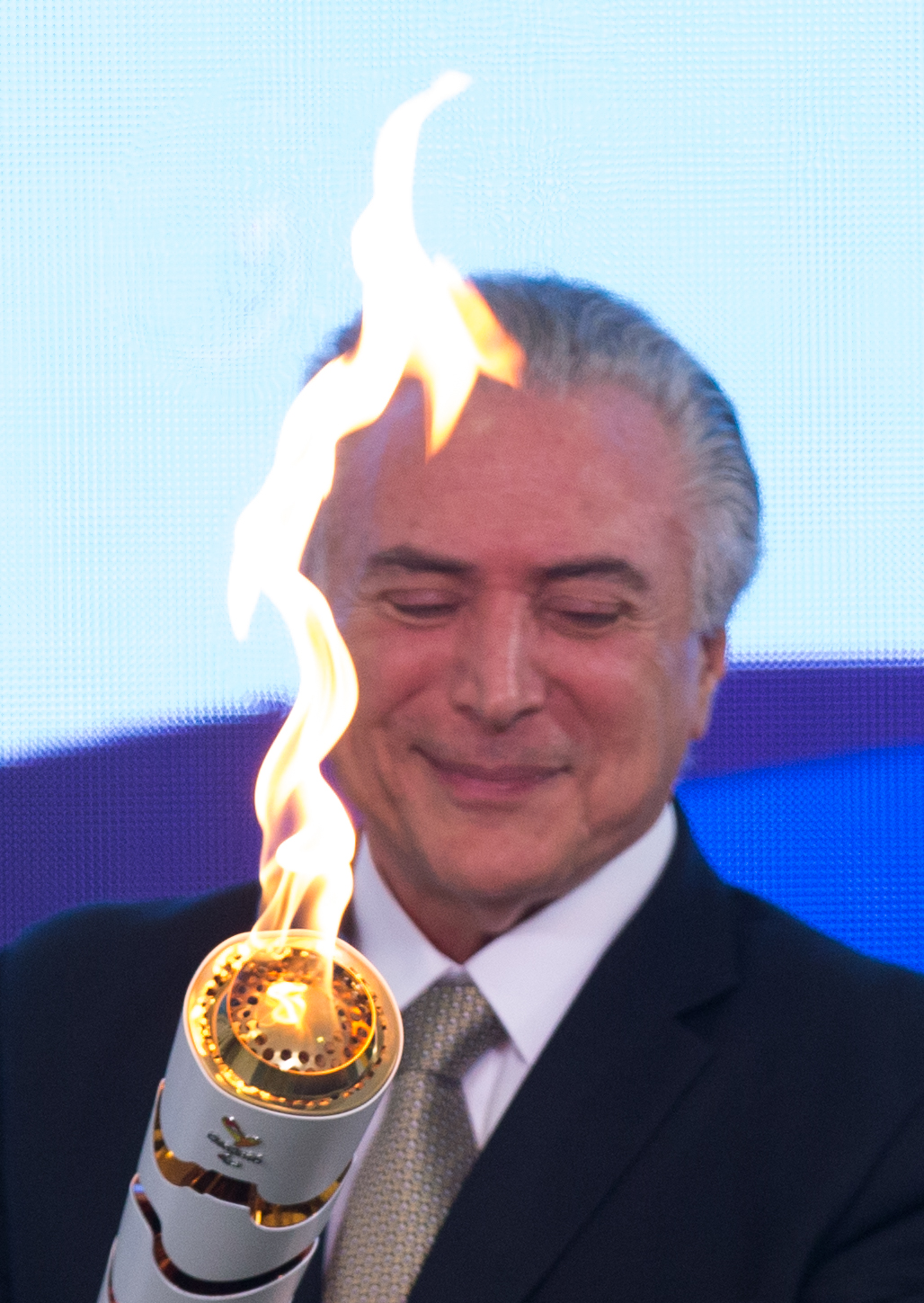
Michel Temer lors des Jeux olympiques d'été de 2016 à Rio de Janeiro.

Dès le début de sa présidence, Michel Temer est impopulaire. En juillet 2016, 13 % des sondés se déclarent satisfaits de son action selon l'institut Ibope,. Le 5 août 2016, le président par intérim est sifflé et hué lors de la cérémonie d'ouverture des Jeux olympiques se déroulant à Rio de Janeiro. Le 4 septembre 2016, une manifestation organisée à São Paulo et rassemblant 100 000 personnes appelle à une élection présidentielle anticipée et au départ de Michel Temer.
Peu après sa prise de fonction, il remplace les directeurs des médias publics par des personnalités issues du secteur privé, ouvertement opposés aux gouvernements de la période précédente.
Le 25 février 2017, une manifestation est organisée contre lui lors du carnaval de Rio. Le 13 mars 2017, il quitte le palais présidentiel et retourne au palais du vice-président, de peur de « fantômes ». Le 29 avril 2017, les syndicats appellent à une grève générale, la première depuis plus de vingt ans, contre l'allongement de la durée des cotisations retraites et la suppression de certains droits du travail. Près de 40 millions de personnes y participent. À cette date, Temer connaît par ailleurs un taux d'approbation situé à moins de 10 %. Le 25 mai, en réaction à une manifestation ayant rassemblé entre 25 000 et 100 000 personnes, Temer déploya l'armée puis la retira à la suite de critiques.
En juin 2017, la Commission pastorale de la terre dénonce un fort accroissement de la répression contre le mouvement paysan des sans terres. Selon elle, les assassinats ont augmenté de 25 % - dont 10 paysans abattus par la police le 24 mai 2017 - et les incarcérations de 86 %.
En juin 2017, 65 % des sondés sont favorables à son départ de la présidence. Fin juillet 2017, il ne recueille que 5 % d'opinions favorables. En 2018, après la condamnation de l'ancien président Luiz Inácio Lula da Silva et favori du scrutin à une peine de quinze ans de prison, qui compromet les chances de celui-ci d'être candidat, l'hypothèse d'une candidature du président sortant pour combler le vide face au candidat d'extrême droite Jair Bolsonaro est évoquée, malgré des intentions de vote qui stagnent à 1 %.

### Après la présidence

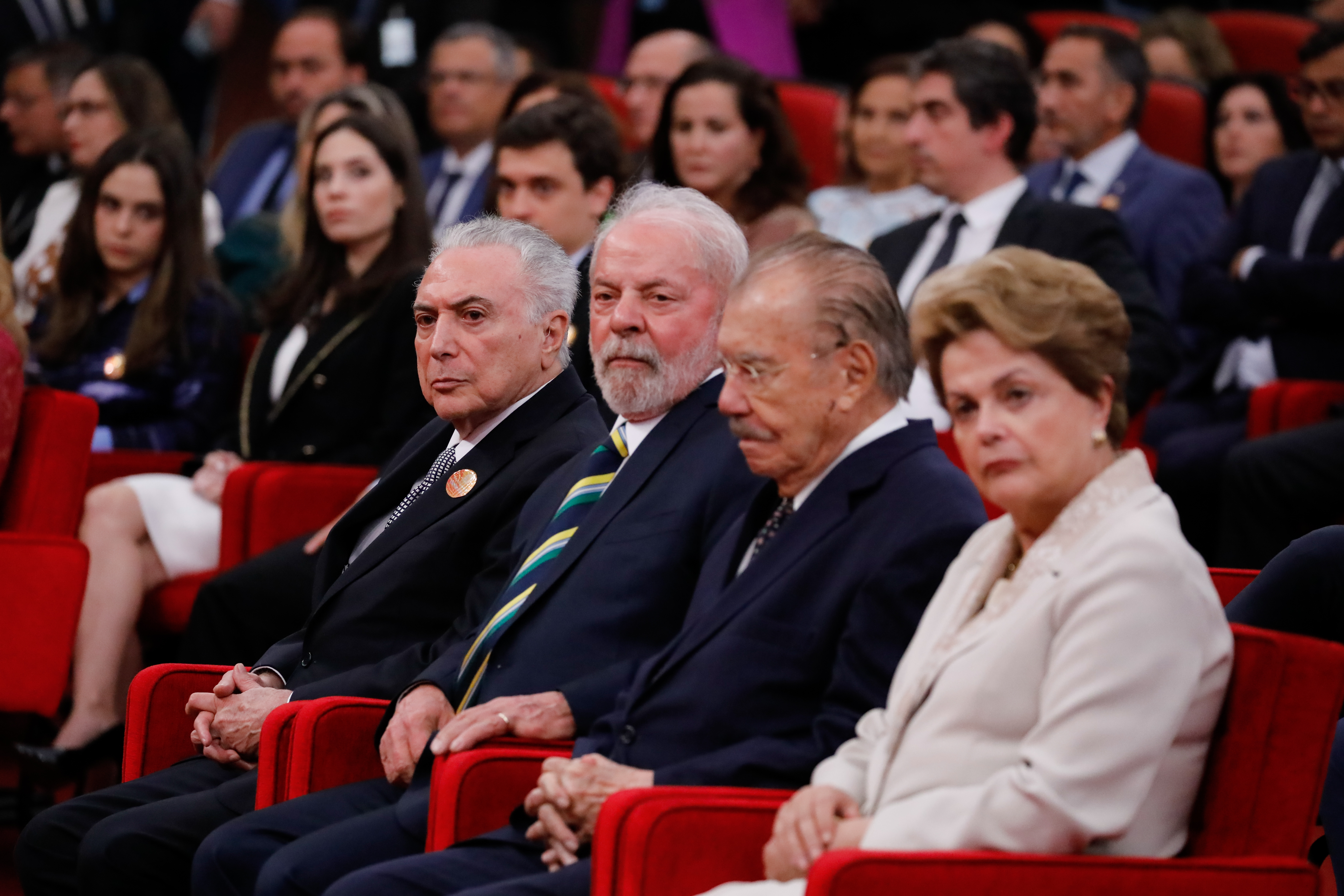
Michel Temer avec les anciens présidents Lula, José Sarney et Dilma Rousseff (16 août 2022).

Lors de l'élection présidentielle de 2022, Michel Temer soutient au premier tour la candidature de Simone Tebet, investie par le MDB (ex-PMDB), puis ne donne aucune consigne de vote pour le second tour, qui oppose Lula à Jair Bolsonaro. Il reproche au premier d'avoir parlé de « coup d'État » en 2016, se positionne « contre le PT » au niveau national et appelle à voter en faveur de l'ancien ministre de Bolsonaro Tarcísio de Freitas (Républicains) pour l'élection gouvernorale dans l'État de São Paulo.

## Accusations de corruption

### Visant son gouvernement

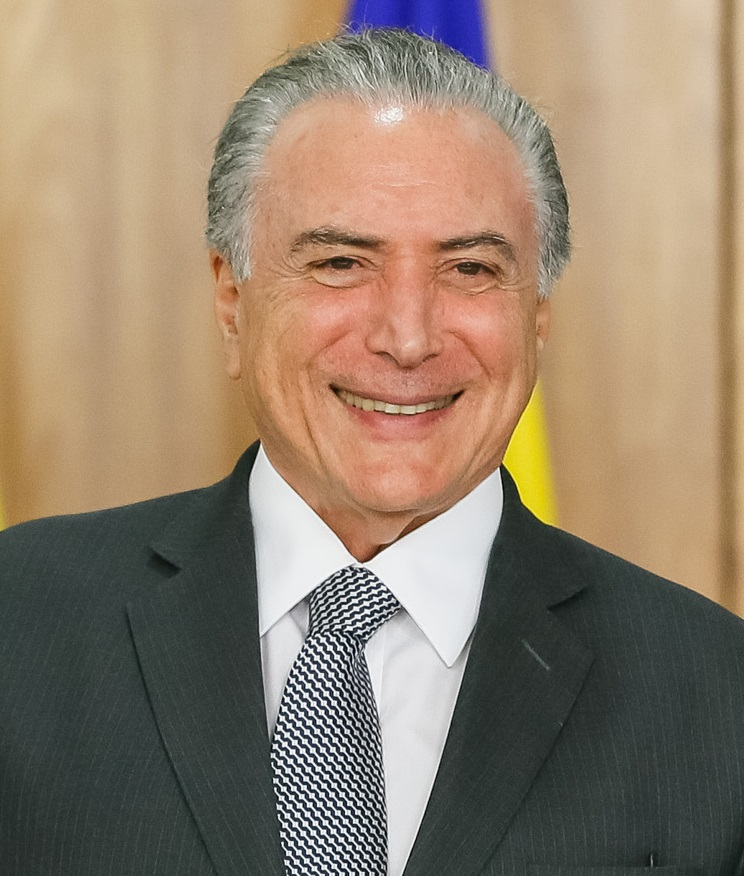
Michel Temer en 2016.

Quelques semaines après la constitution de son gouvernement, les ministres de la Planification et de la Transparence sont contraints à la démission sur fond d'accusations de corruption,. Un troisième ministre, chargé du Tourisme, est également visé par une enquête pour avoir reçu de l'argent d'entreprises privées en échange de possibles faveurs dans la conclusion de contrats, décide d'abord de rester au gouvernement, puis démissionne à son tour. En juin 2016, plusieurs des principaux alliés politiques de Michel Temer, dont le président du Sénat, le président de l'Assemblée nationale, le président du PMDB et un ancien président de la République se voient placés sous une demande d'arrestation pour leur implication dans le scandale de corruption de Petrobras.
Le 25 novembre 2016 démissionne le secrétaire du gouvernement, accusé de trafic d'influences dans le cadre d'un projet immobilier auquel pourrait également être mêlé Michel Temer. Le 14 décembre 2016, accusé d’être mêlé à l'affaire Petrobras, c'est au tour de l'un des plus proches conseillers du président de démissionner. Le 7 janvier 2017, le secrétaire à la Jeunesse démissionne après des déclarations polémiques. Invité à s’exprimer au sujet des assassinats de près d'une centaine de prisonniers à quelques jours d'intervalle dans deux prisons brésiliennes, il avait répondu « Il faudrait en tuer plus, il faudrait un massacre par semaine ». Le 3 février 2017, Michel Temer nomme Wellington Moreira Franco au poste de secrétaire général de la Présidence, mais le 8 février, la Justice suspend sa nomination pour son implication dans l'affaire Petrobras,. Le 22 février 2017, la Cour suprême annule cette suspension. En juin, le député Rodrigo Rocha Loures du PMDB, décrit comme étant un proche conseiller du président, est arrêté à la suite de la divulgation d'une vidéo le montrant prendre une valise de billets, apparemment liés à des pots-de-vin. Le 5 juillet 2017, Geddel Vieira Lima, ancien secrétaire général du gouvernement, est arrêté pour obstruction à la justice.
En relation avec le scandale Odebrecht, la Justice ouvre en avril des enquêtes sur 42 députés, 29 sénateurs et 3 gouverneurs appartenant à la majorité présidentielle.
En juillet, plusieurs autres personnalités politiques dont le ministre des Sciences et Technologies, le ministre des Mines et de l’Énergie, le ministre des Villes, le ministre de l'Intégration nationale, le ministre de l'Industrie et du Commerce et le nouveau président du Sénat sont atteints par des révélations de la revue Época sur les pots-de-vin versés par la multinationale de l’agroalimentaire JBS.

### Le concernant

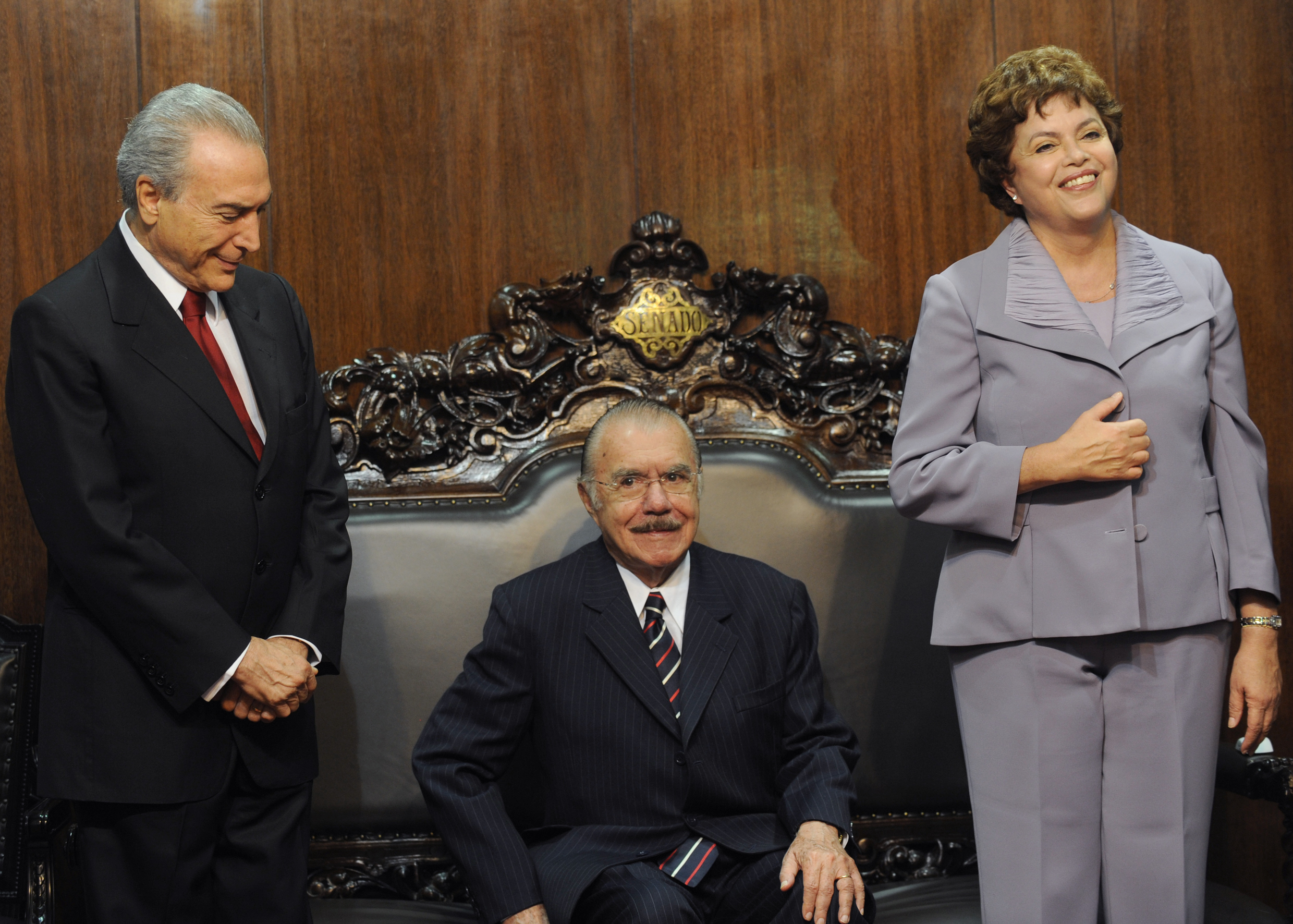
Michel Temer avec José Sarney et Dilma Rousseff (2010).

Le 15 juin 2016, Michel Temer dément toute implication dans quelque scandale de corruption lié à Petrobras alors que Sergio Machado, ancien président de Transpetro (pt), une filiale de Petrobras, le met personnellement en cause dans le cadre d'un accord avec la justice visant à réduire sa peine,. Le 24 septembre 2016 une enquête préliminaire est ouverte à son encontre. Le 4 avril 2017 débute son procès pour le financement illégal présumé de sa campagne électorale de 2014. Le 9 juin 2017, le Tribunal suprême électoral, rejette, par quatre voix contre trois, l'invalidation de sa campagne présidentielle de 2014 où il était alors colistier de Dilma Rousseff, ce qui lui permet de rester au pouvoir et d'éviter une peine d'inéligibilité de huit ans. Plus tôt, le tribunal avait refusé de prendre en compte les preuves liées à Odebrecht, dans le cadre de l'opération Lava Jato.
Le 17 mai 2017, le journal brésilien O Globo l'accuse, enregistrement à l'appui, d'avoir ordonné le versement de pots-de-vin pour acheter le silence d’Eduardo Cunha, ancien président de la Chambre des députés, ce qui entraine des manifestations demandant sa destitution. Le 18 mai, la Cour suprême ouvre une enquête pour obstruction à la justice et pour corruption passive. Le 20 mai, il demande sans succès la suspension de l'enquête le visant. Alors que Temer avait plusieurs fois refusé de quitter le pouvoir et que des motions de destitution avaient été émises par l'opposition, le ministre de la Culture et celui de la Ville démissionnent,. Le 31 mai, la Cour suprême autorise son interrogatoire par écrit.Le 10 juin, Temer refuse de répondre à ces questions et dénonce une « comédie » et « inquisition arrogante », après avoir été selon lui, malmené moralement par les policiers. Le 26 juin, la justice l'accuse formellement de ce chef d'accusation. Il qualifie alors les accusations dont il fait l'objet de « fiction » et dénonce l'absence de « preuves concrètes », ajoutant qu'il « s'agit d'une attaque injurieuse et infamante à [sa] dignité personnelle ».

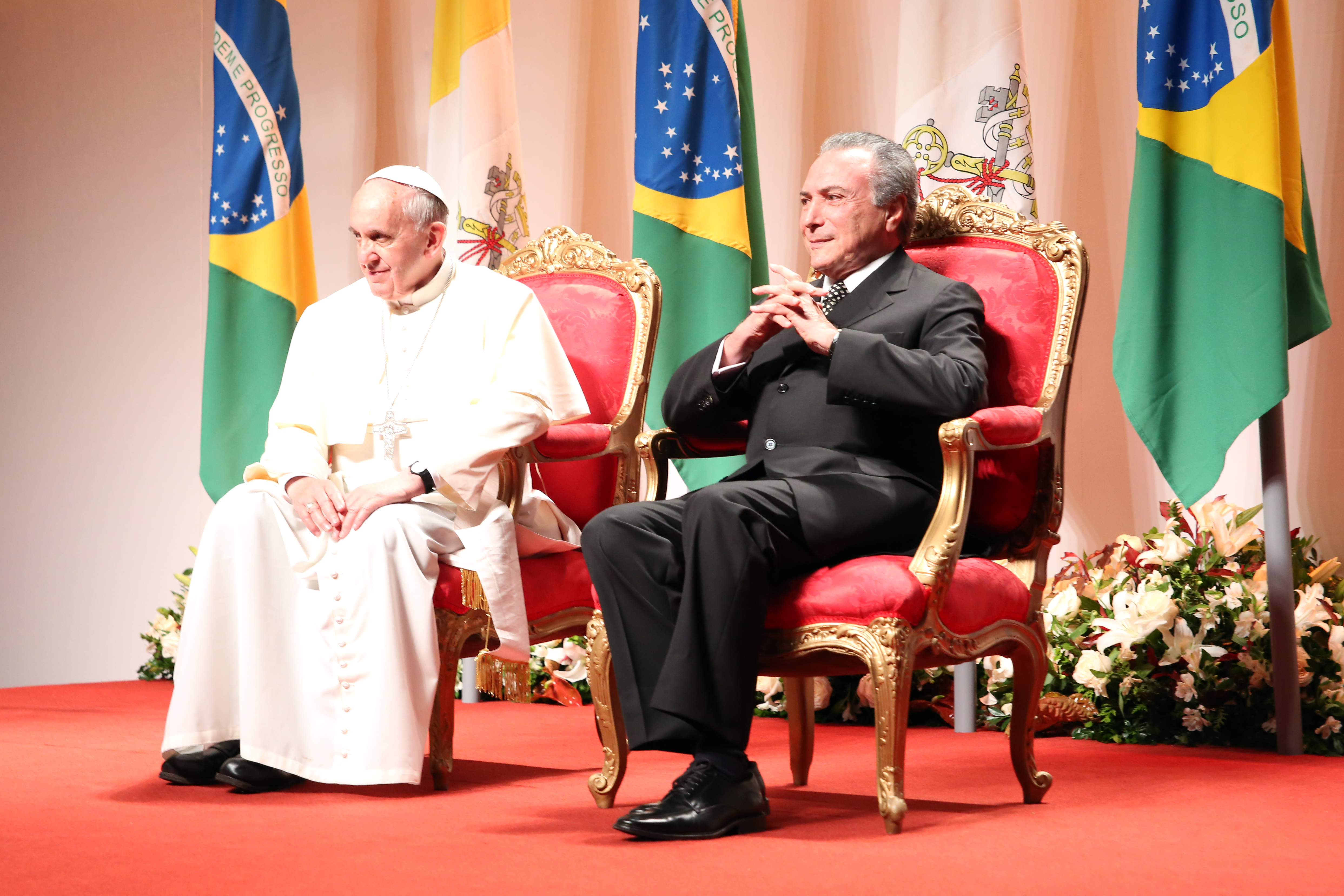
Michel Temer avec le pape François (Rio de Janeiro, 28 juillet 2013).

Le 11 juin, la revue Veja révèle dans son numéro du jour que les renseignements Abin auraient espionné Edson Fachin, rapporteur de l'opération Lava Jato et qui avait ouvert une enquête à l'encontre du président de la République, à la demande de Temer, ce que l'intéressé dément. Le 15 juin, le Folha de S.Paulo révèle qu'il aurait fait rénover avec des pots-de-vin la maison de sa fille, par l'intermédiaire d'un ex-colonel présenté comme son « homme de paille » pour la réception des pots-de-vin de la multinationale JBS. Le patron de cette dernière, Joesley Mendonça Batista l'accuse d'être à la tête de la « plus dangereuse organisation criminelle du pays ». Le 10 juillet suivant, le rapporteur parlementaire préconise sa mise en accusation.
Le 2 août, alors qu'il a fait suspendre des ministres de leurs fonctions pour qu'ils puissent exercer leur mandat de parlementaires, la Chambre des députés rejette sa mise en accusation, 263 députés se prononçant contre l'ouverture d'un procès, 227 pour et deux s'abstenant.
Le 17 octobre 2018, la police fédérale demande au parquet son inculpation et celle de sa fille au sujet du versement présumé de pots-de-vin à des parlementaires en 2017 en échange de la signature d'un décret favorable aux entreprises portuaires. Il est inculpé le 19 décembre.
Il est arrêté le 21 mars 2019 dans le cadre de l'opération Lava Jato. Un de ses proches, le colonel Lima, est également arrêté. Le 25 mars, Michel Temer est libéré en vertu de l'habeas corpus. Il est inculpé le 30 mars. Il est de nouveau arrêté le 9 mai, puis libéré une semaine plus tard.

## Décorations

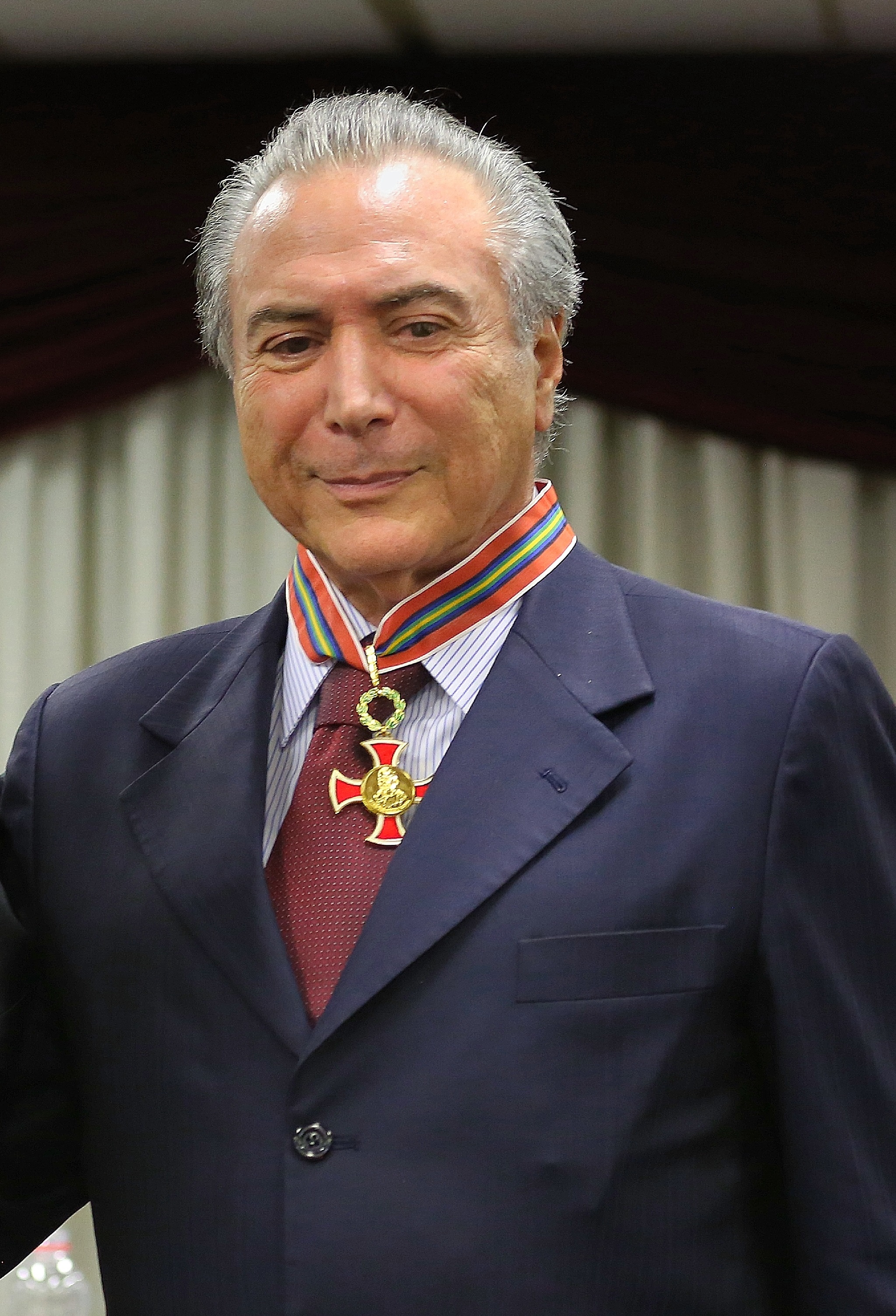
Michel Temer, commandeur de l'Ordre brésilien du Mérite judiciaire militaire (2013).

### Décorations brésiliennes
- Grand collier et grand de l'Ordre national de la Croix du Sud, de droit en qualité de grand maître de l'ordre.
- Grand collier de l'Ordre de Rio Branco, de droit en qualité de grand maître de l'ordre.
- Grand collier de l'Ordre brésilien du Mérite (en), de droit en qualité de grand maître de l'ordre.
- Grand-croix de l'Ordre brésilien du Mérite militaire (en), de droit en qualité de grand maître de l'ordre.
- Commandeur (en 2013) puis grand-croix (en 2016) de l'Ordre du mérite judiciaire militaire, de droit en qualité de grand maître de l'ordre.
- Grand-croix de l'Ordre brésilien du Mérite naval (en), de droit en qualité de grand maître de l'ordre.
- Grand-croix de l'Ordre du Mérite aéronautique, de droit en qualité de grand maître de l'ordre.

### Décorations étrangères
- Grand-croix de l'ordre du Libérateur San Martín (Argentine).
- Grand-croix de l'ordre du Dannebrog (Danemark).
- Chevalier de la Légion d'honneur (France).
- Grand-croix de l'ordre national du Mérite du Paraguay (en) (Paraguay).
- Grand-croix de l'ordre du Christ (Portugal).
- Grand-officier de l'ordre de l'Infant Dom Henrique (Portugal).